# Rilhac-Rancon
Rilhac-Rancon este o comună în departamentul Haute-Vienne din centrul Franței. În 2009 avea o populație de 4.141 de locuitori.

## Evoluția populației
| An        | 1975  | 1982  | 1990  | 1999  | 2006  | 2009  |
| --------- | ----- | ----- | ----- | ----- | ----- | ----- |
| Populație | 2.188 | 3.006 | 3.423 | 3.652 | 4.029 | 4.141 |